# نبرد برودی
نبرد برودی که نبرد دوبنو و نبرد منطقه لوتسک-برودی-دوبنو نیز نامیده می‌شود، نبردی زرهی در مقیاسی بزرگ در جبهه شرقی جنگ جهانی دوم بود که بین روزهای ۲۳ تا ۳۰ ژوئن سال ۱۹۴۱ میان ورماخت و ارتش سرخ رخ داد و در نهایت با پیروزی آلمان به پایان رسید.

## پیش‌زمینه
طبق طرح عملیاتی بارباروسا، گروه ارتش جنوب ورماخت که در فضای تنگ بین مرداب‌های پریپیات و کوه‌های کارپات متمرکز شده بود، با در اختیار داشتن ۶۰۰ تانک و پشتیبانی هوایی ۷۷۰ هواگرد ناوگان چهارم هوایی لوفت‌وافه، به فرماندهی فیلدمارشال گرت فن روندشتت می‌بایستی بر منطقه راهبردی اوکراین مسلط می‌شد. قوای این نیرو می‌بایستی با شکستن دفاع مرزی شوروی و نفوذ پر شتاب ۶۵۰ کیلومتری در عمق اراضی آن، خود را به رود دنیپر می‌رساندند و عمده نیروهای ارتش سرخ در اوکراین را در غرب این رود به محاصره درمی‌آوردند. در جناح قدرتمندتر شمالی گروه ارتش جنوب ورماخت ارتش‌های ششم و هفدهم با جلوداری گروه زرهی ۱ قرار داشتند. ارتش ششم ورماخت به فرماندهی فیلدمارشال والتر فن رایشناو می‌بایست با شکستن خط دفاعی مرزی، راه را برای گروه زرهی ۱ به فرماندهی ارتشبد اوالت فن کلایست باز می‌کرد و پس از دستیابی به هدف اولیه لوتسک، به سمت کیف، پایتخت اوکراین شوروی پیش می‌رفت.
در طرف مقابل، فرماندهی عالی شوروی می‌دانست که تمرکز اصلی آلمان بر شمال مرداب‌های پریپیات خواهد بود اما ژوزف استالین، رهبر شوروی، اصرار داشت که تأکید شوروی بر جنوب باشد. از این رو، با صرف توجه ویژه به آن برای مقابله با قوای زرهی ورماخت، جبهه جنوب غربی شوروی تحت امر ارتشبد میخائیل کیرپونوس در اوکراین به عنوان قدرتمندترین جبهه در مرزهای غربی شوروی، در مجموع چهار ارتش میدانی با پشتیبانی سه سپاه مکانیزه در خط مقدم، یک سپاه مکانیزه در جایگاه ذخیره و دو سپاه مکانیزه دیگر در موقعیت ذخیره راهبردی در اختیار داشت. در هنگام آغاز عملیات‌های رزمی، جبهه جنوب غربی دارای حدود ۴۵۰۰ تانک و ۱۰۰۰ خودروی زرهی بود. کیرپونوس بر اساس طرح دفاعی پیش از جنگ شوروی، دو گروه شوک هر یک با سه سپاه مکانیزه با مجموعاً ۳۷۰۰ تانک برای ضد حمله به عمق اراضی آلمان ترتیب دیده بود. لشکرهای بسیاری از سپاه‌های مکانیزه شوروی در اوکراین اغلب با فاصله ۱۶۰ کیلومتری از یکدیگر مستقر شده بودند. به هر صورت، این سپاه‌های مکانیزه به شکل کاملی از نظر تجهیزات تأمین نشده و بسیاری از لشکرهای آن‌ها تنها شامل تانک‌های آموزشی بودند. با وجود آگاهی اطلاعاتی از قصد آلمان برای تهاجم، به منظور اجتناب از «تحریک» آلمان، حرکت کلی نیروهای شوروی به سمت مرز تا روزهای پایانی پیش از آغاز جنگ، منع شده بود. با این حال تعدادی از فرماندهان محلی به ابتکار خود و بدون گزارش به مقامات بالاتر، مخفیانه دست به آماده‌سازی زده و بخشی از نیروها را روانه مواضع مرز کرده بودند.
|        | تانک | تانک  | تانک | تانک  | تانک  | تانک  | تانک  | خودروی زرهی | خودروی زرهی |
| نوع:   | کی‌وی | تی-۳۴ | بی‌تی | تی-۲۶ | تی-۲۸ | تی-۳۵ | تی-۴۰ | با-۱۰       | با-۲۰       |
| تعداد: | ۲۶۵  | ۴۹۶   | ۱۴۸۶ | ۱۹۶۲  | ۱۹۵   | ۴۴    | ۸۸    | ۷۴۹         | ۳۶۵         |
| مجموع: | ۴۵۳۶ | ۴۵۳۶  | ۴۵۳۶ | ۴۵۳۶  | ۴۵۳۶  | ۴۵۳۶  | ۴۵۳۶  | ۱۰۱۴        | ۱۰۱۴        |

| سپاه                 | لشکر | تانک   | تانک  | تانک  | تانک   | تانک  | تانک    | تانک  | خودروی زرهی |
| سپاه                 | لشکر | کی‌وی-۱ | تی-۳۴ | تی-۲۸ | بی‌تی-۷ | تی-۲۶ | اُتی-۲۶۹ | مجموع | خودروی زرهی |
| -------------------- | ---- | ------ | ----- | ----- | ------ | ----- | ------- | ----- | ----------- |
| ۱۵ مکانیزه           |      |        |       |       |        |       |         |       |             |
| دهم تانک             | ۶۳   | ۳۸     | ۵۱    | ۱۸۱   | ۲۲     | ۸     | ۳۶۳     | ۱۶۰   |             |
| سی و هفتم تانک       | ۱    | ۳۴     |       | ۲۵۸   | ۲۲     | ۱     | ۳۱۶     | ۱۶۰   |             |
| ۲۱۲ تفنگ‌دار موتوریزه |      |        |       | ۳۲    | ۵      |       | ۳۷      | ۱۶۰   |             |
| مجموع:               | ۷۱۶  | ۷۱۶    | ۷۱۶   | ۷۱۶   | ۷۱۶    | ۷۱۶   | ۷۱۶     | ۱۶۰   |             |

| سپاه                 | لشکر | تانک   | تانک | تانک  | تانک   | تانک  | تانک  | خودروی زرهی |
| سپاه                 | لشکر | کی‌وی-۲ | بی‌تی | تی-۲۶ | اُتی-۲۶ | تی-۳۷ | مجموع | خودروی زرهی |
| -------------------- | ---- | ------ | ---- | ----- | ------ | ----- | ----- | ----------- |
| ۲۲ مکانیزه           |      |        |      |       |        |       |       |             |
| نوزدهم تانک          |      | ۳۴     | ۱۴۲  | ۷     |        | ۱۶۳   | ۸۲    |             |
| چهل و یکم تانک       | ۳۱   |        | ۳۴۲  | ۴۱    | ۱      | ۴۱۵   | ۸۲    |             |
| ۲۱۵ تفنگ‌دار موتوریزه |      | ؟      | ؟    |       |        | ۱۲۹   | ۸۲    |             |
| مجموع:               | ۷۰۷  | ۷۰۷    | ۷۰۷  | ۷۰۷   | ۷۰۷    | ۷۰۷   | ۸۲    |             |

## ترکیب یگان‌ها

### آلمان
۲۷ ژوئن، از شمال به جنوب:
- گروه ارتش جنوب - فیلدمارشال گرت فن روندشتت:
  - گروه زرهی ۱ - ارتشبد اوالت فن کلایست:
    - سپاه ۱۴ موتوریزه
    - سپاه ۳ موتوریزه
    - سپاه ۴۸ موتوریزه

  - ارتش ششم - فیلدمارشال والتر فن رایشناو:
    - سپاه ۲۹
    - سپاه ۵۵
    - سپاه ۱۷
    - سپاه ۴۴[۱۲]

## آغاز تهاجم ورماخت
با آغاز عملیات بارباروسا از ۲۲ ژوئن سال ۱۹۴۱، گروه ارتش جنوب ورماخت اوکراین را مورد هجوم قرار داد. ساعات اولیه روز نخست لشکرهای جلودار گروه زرهی ۱ با پشتیبانی نزدیک پیاده‌نظام ارتش ششم ورماخت، در مقابل مواضع ارتش پنجم شوروی، از رود بوگ جنوبی به طرف شرق عبور کردند. با شکستن خط دفاع مرزی شوروی، لشکرهای ۴۴ و ۲۹۸ پیاده‌نظام ورماخت راه را در جناح شمالی در محور لوتسک—ریونه برای سپاه ۳ موتوریزه ورماخت و لشکرهای ۵۷ و ۷۵ پیاده‌نظام ورماخت راه را در جناح جنوبی در محور دوبنو–اوستروگ برای سپاه ۴۸ موتوریزه ورماخت باز کردند.

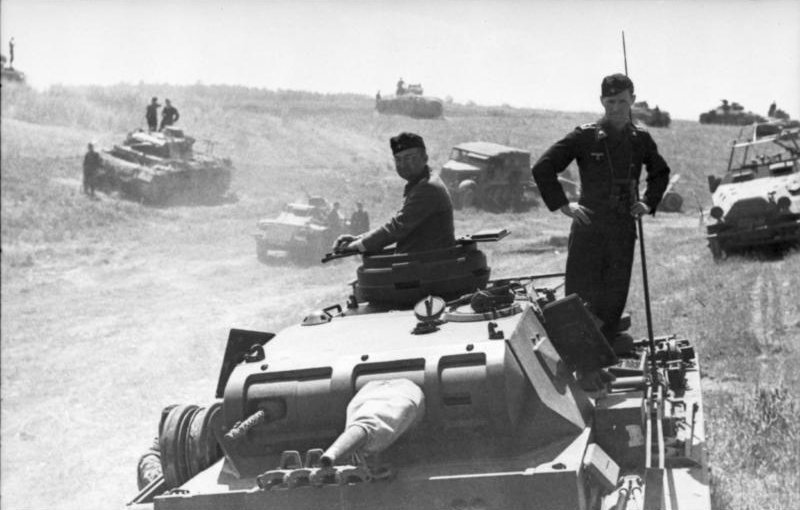
تانک پنزر ۳ متعلق به لشکر سیزدهم زرهی ورماخت، ژوئن ۱۹۴۱

نیروهای ارتش سرخ در این ناحیه دست به دفاعی شدید زدند و با وجود کمبودهای جدی در زمینه سوخت و مهمات، از جانب فرماندهان عالی موظف به اجرای بلافاصله ضد حملات شدند. لشکر چهاردهم زرهی ورماخت با برخورد به تیپ ۱ ضد تانک شوروی، بین ولادیمیر-ولینسکی و لوتسک متوقف شد. با تلاش پیاده‌نظام ورماخت برای دور زدن مواضع ضد تانک ارتش سرخ در این نقطه، نیروهای شوروی، درحالیکه با فاصله اندکی توسط لشکر چهاردهم زرهی ورماخت دنبال می‌شدند، دست به اجرای مبارزه در حین عقب‌نشینی زدند.

## نبرد هوایی
با آغاز عملیات بارباروسا بیش از چهارصد هواگرد ناوگان چهارم هوایی لوفت‌وافه در عرض دو ساعت ۲۴ پایگاه هوایی جبهه جنوب غربی شوروی را مورد هدف قرار دادند. در طول روز نخست جنگ، جبهه جنوب غربی شوروی ۳۰۱ هواگرد خود معادل ۱۵ درصد توان اولیه را از دست داد که حدود دو سوم از آن‌ها بر روی زمین از بین رفتند یا آسیب دیدند. با توجه به اتفاق افتادن حمله در روز تعطیل یکشنبه، بسیاری از خلبانان شوروی در مرخصی بودند و این باعث پاسخ بسیار ضعیف نیروی هوایی شوروی شد. سپاه ۵ هوایی لوفت‌وافه در این ناحیه، با اجرای ۱۶۰۰ سورتی، در عرض سه روز به ۷۲ پایگاه هوایی شوروی حمله و ۷۷۴ هواگرد ارتش سرخ را منهدم کرد. این سپاه هوایی هچنین تعداد زیادی از کاروان‌های زمینی را دشمن را هدف قرار داد. خسارت یگان‌های هوایی شوروی در این ناحیه تا دهمین روز تهاجم آلمانی‌ها به حدود ۱۲۰۰ هواگرد رسید. در پی این شکست، سرلشکر پوشکین، فرمانده نیروی هوایی شوروی در منطقه، خلع و روز ۱ ژوئیه اعدام شد.

## ضد حملات ارتش سرخ
به دستور مارشال سیمیون تیموشنکو، کمیسار خلق در امور دفاع شوروی، ارتش‌های تحت امر کیرپونوس مأمور به ضد حمله، به محاصره درآوردن و انهدام نیروهای دشمن و سپس تهاجم در عرض دو روز به لوبین در عمق خاک اراضی تحت سلطه آلمان در لهستان شدند. هنگامی که این فرمان شب ۲۲ ژوئن توسط کیرپونوس دریافت شد، نیروهای جبهه جنوب غربی شوروی در حال سازمان‌یافتن از مواضعی تا عمق ۴۰۰ کیلومتری بودند و می‌بایستی زیر حملات مداوم هوایی دشمن خود را به خط مقدم منتقل می‌کردند. کیرپونوس برای چهار روز به شدت در حال آماده‌سازی جهت اجرای ضد حمله بر اساس فرمان تیموشنکو بود.
با فراخوانده شدن هر سه سپاه ۸، ۹ و ۱۹ مکانیزه ذخیره و تمرکز آن‌ها در شمال شرقی ریونه، نخستین ضد حمله نیروهای جبهه جنوب غربی شوروی در محور ولادیمیر-ولینسکی، دوبنو و ریونه با پنج سپاه ۸، ۹، ۱۵، ۱۹ و ۲۲ مکانیزه به وقوع پیوست. توان این سپاه‌ها در اثر مشکلات مکانیکی پیش از رسیدن به میدان نبرد به شدت کاهش یافته بود. سه سپاه تفنگ‌دار در جایگاه ذخیره جبهه جنوب غربی شوروی که مقرر شده بود به ضد حمله ملحق گردند، هنوز به خط مقدم نرسیده بودند؛ بدین شکل سپاه‌های مکانیزه شوروی با ساختاری ناقص می‌بایست بدون پشتیبانی پیاده‌نظام دست به عملیات می‌زدند. به هر صورت شرایط کیرپونوس را وادار کرد نیروهایش را تکه‌تکه وارد میدان کند. بر این اساس به فرمان کیرپونوس سپاه‌های ۲۲ و ۱۵ مکانیزه شوروی می‌بایست به جناحین شمالی و جنوبی قوای دشمن حمله می‌کردند و اراضی مرزی را پس می‌گرفتند. در همین حین، لشکر یازدهم زرهی از سپاه ۴۸ موتوریزه ورماخت توانست روز ۲۳ ژوئن خود را به برستچکو در ۶۰ کیلومتری عمق خاک شوروی برساند. روز بعد، در نهایت لشکرهای دویست‌وپانزدهم موتوریزه و نوزدهم تانک سپاه ۲۲ مکانیزه شوروی لشکرهای سیزدهم و چهاردهم زرهی سپاه ۳ موتوریزه ورماخت را شرق ولادیمیر-ولینسکی مورد حمله قرار دادند. پس از درگیری‌های شدید که لشکرهای شوروی را متحمل تلفات سنگین از جمله سرلشکر سمیون کوندروسف، فرمانده سپاه ۲۲ مکانیزه و تمامی فرماندهان هنگ‌های لشکر نوزدهم تانک شوروی، کرد، نیروهای آلمانی به حومه لوتسک در کرانه رود استیر رسیدند. سپاه ۱۵ مکانیزه شوروی نیز نتوانست موفقیتی کسب کند و لشکرهای دهم و سی‌وهفتم تانک آن قادر به متوقف ساختن لشکر یازدهم زرهی ورماخت که ۳۰ کیلومتر دیگر پیشروی کرده بود، نشدند. روز ۲۴ ژوئن سپاه ۴ مکانیزه شوروی لشکر هفتادویکم پیاده‌نظام ورماخت را در یک منطقه شهری در شمال غربی لویو مورد هدف قرار داد. نبردگاه نامناسب امکان تحرک و حتی عقب‌نشینی را در این موقعیت از سپاه ۴ مکانیزه شوروی گرفت و موجب از دست رفتن ۵۰ تانک آن شد.
با وجود مقاومت سپاه ۲۲ مکانیزه شوروی، لشکرهای سیزدهم و چهاردهم زرهی ورماخت روز ۲۶ ژوئن بر لوتسک مسلط شدند. همان روز لشکر یازدهم زرهی ورماخت با دفع ضد حملات بی‌تأثیر سپاه ۱۵ مکانیزه شوروی، دوبنو را نیز به تصرف درآورد.
در همین حال کیرپونوس در تلاش برای اجرای یک ضد حمله متمرکز بود. با این وجود سه سپاه تفنگ‌دار شوروی که قرار بود در این اقدام مشارکت کنند، هنوز به مواضع خود نرسیده بودند. به جهت ساده‌سازی نظام فرماندهی در جناح شمالی، جبهه جنوب غربی شوروی سپاه‌های ۹ و ۱۹ مکانیزه را تحت امر ارتش پنجم خود قرار داد. این دو سپاه که بدون لشکرهای موتوریزه همچنان از ریونه در حال حرکت به سمت غرب بودند، فرمان یافتند به مواضع پیشین آلمانی‌ها در دوبنو و لوتسک یورش ببرند و سپاه‌های ۸ و ۱۵ مکانیزه موظف گشتند به سمت دوبنو در جناح راست آلمانی‌ها حرکت کنند. با وجود تأمین پشتیبانی هوایی کافی از سوی کیرپونوس، افسران ستاد ارتش پنجم شوروی بی‌تجربه‌تر از آن بودند که بتوانند این پشتیبانی را به شکل مؤثری با نیروی زمینی هماهنگ کنند. در این شرایط صدور فرامین سردرگم‌کننده از سوی فرماندهان عالی‌رتبه موجب پخش شدن نیروهای سپاه ۴ مکانیزه شوروی و عدم امکان پشتیبانی آن از حمله سپاه ۸ مکانیزه شوروی شد. به هر صورت، آغاز این ضد حملات در شمال و جنوب دوبنو از روز ۲۶ ژوئن موجب به پا شدن یک نبرد زرهی در مقیاسی بی‌سابقه بین بیش از ۲ هزار تانک در خط مقدمی به طول ۷۰ کیلومتر شد.
در جناح جنوبی، در ابتدا سپاه‌های ۸ و ۱۵ مکانیزه شوروی به جناح لشکر پنجاه و هفتم پیاده‌نظام ورماخت یورش بردند و آن را وادار به عقب‌نشینی ۱۰ کیلومتری کردند. همان شب سپاه ۸ مکانیزه شوروی موظف شد مستقیماً به حرکت به سمت دوبنو، مواضع لشکر شانزدهم زرهی ورماخت، ادامه دهد. گروه متحرکی از لشکر سی و چهارم تانک شوروی صبح روز ۲۷ ژوئن تلاش کرد این فرمان را به اجرا درآورد اما حملات هوایی، توپخانه‌ای و زرهی ورماخت ضربه سختی به نیروهای مشتت این سپاه وارد کرد. بقایای سپاه ۸ مکانیزه شوروی به زحمت تا ۱ ژوئیه توانستند از مهلکه به سمت شرق بگریزند. سپاه ۱۵ مکانیزه شوروی نیز با عملیات در ناحیه مردابی و زیر حملات هوایی ورماخت دستاورد اندکی حاصل نمود.
در جناح شمالی لشکرهای چهلم و چهل و سوم تانک سپاه ۱۹ مکانیزه شوروی در تلاش برای پیشروی، مستقیماً با لشکرهای در حال تهاجم یازدهم و سیزدهم زرهی ورماخت برخورد کردند و به طرف ریونه عقب رانده شدند. سپاه ۹ مکانیزه شوروی ضد حمله خود را از روز ۲۷ ژوئن آغاز کرد اما نتوانست اتصالش را سپاه ۱۹ مکانیزه شوروی حفظ کند و تلفات سنگینی متحمل شد. هنگامی که روز بعد مأمور به تجدید حملات گشت، روکوسوفسکی، فرمانده سپاه ۹ مکانیزه شوروی، تصمیم به گرفتن حالت تدافعی و گذاشتن کمین برای نیروهای جلودار لشکر سیزدهم زرهی ورماخت در جهت ریونه گرفت. در این موضع، احتمالاً برای نخستین بار در جنگ، نیروهای آلمانی زیر آتش متمرکز توپخانه دشمن قرار گرفتند و تلفات شدیدی به آن‌ها وارد آمد. پس از دو روز حملات زمینی و هوایی ورماخت، روکوسوفسکی فرمان به عقب‌نشینی دریافت کرد.
در مجموع، این ضد حملات که به صورت تکه‌تکه و با گرفتاری به مشکلات فرماندهی و بی‌تجربگی افسران ارتش سرخ در کنترل توده نیروهای زرهی، به اجرا درمی‌آمدند، در رسیدن به اهداف تعیین شده ناموفق بودند و باعث از بین رفتن بسیاری از نیروهای ذخیره شوروی در منطقه شدند. گروه زرهی ۱ ورماخت در عرض ۱۰ روز ۱۲۰۰ تانک ارتش سرخ را در این منطقه منهدم کرد.

## پیامدها
موفقیت اولیه گروه ارتش جنوب ورماخت در عملیات بارباروسا را می‌توان در متوقف ساختن و دفع این ضد حملات نیروهای دارای برتری عددی شوروی دید. این نبردهای شدید هر دو طرف را متحمل خسارات و تلفات زیادی کرد. بدین ترتیب، با توجه به این درگیری‌های مرزی در ماه ژوئن، گروه ارتش جنوب ورماخت از سایر نیروهای آلمانی در پیشروی عقب ماند و در نهایت موجب تصمیم آدولف هیتلر، پیشوای آلمان و فرماندهی عالی نیروی زمینی آلمان در چرخش بخشی از نیروهای گروه ارتش مرکز ورماخت پس از نبرد اسمولنسک، به سمت اوکراین در جنوب گشت.
در طرف مقابل پیروزی آلمانی‌ها در دوبنو و برودی در جناح شمالی جبهه جنوب غربی شوروی، دفاع از اراضی جنوب لویو را برای کیرپونوس غیرممکن ساخت تا ارتش ششم شوروی جهت گریز از افتادن در محاصره توسط گروه زرهی ۱ ورماخت از طرف شمال، روز ۳۰ ژوئن این شهر را رها کند. همان روز استاوکا، فرماندهی عالی شوروی، به کیرپونوس دستور داد نیروهای خود را تا ۹ ژوئیه تا استحکامات دفاعی موسوم به خط استالین در مرز پیشین شوروی و لهستان، عقب بکشد. با عقب‌نشینی ارتش پنجم شوروی به سمت مرداب‌های پریپیات در شمال، شکاف ایجاد شده بین آن و ارتش ششم شوروی را برای گروه زرهی ۱ به سمت کیف باز کرد.